# Hangar 18
«Hangar 18» — пісня американського треш-метал гурту Megadeth з альбому «Rust in Peace», випущеного в 1990 році. Композиція присвячена легенді про Ангар 18, розташований на авіабазі міста Дейтон (Огайо). У ньому нібито зберігається корабель прибульців із космосу, привезений сюди з Розвелла після «Розвельського інциденту» в 1947 році.
Продовження цієї пісні під назвою «Return to Hangar» увійшло в дев'ятий альбом групи «The World Needs a Hero».
У 1992 році «Hangar 18» був номінований на премію Греммі в номінації «Найкраще метал-виконання».
| музика | Це незавершена стаття про музику. Ви можете допомогти проєкту, виправивши або дописавши її. |